# هشت کوه
۸ کوه (ایتالیایی: Le otto montagne) یک فیلم درام ایتالیایی زبان محصول ۲۰۲۲ به کارگردانی فلیکس ون گرونینگن و شارلوت واندرمیرش می باشدکه فیلمنامه را از رمانی به همین اسم اثر پائولو کوگنتی اقتباس کرده است. این فیلم دوستی دو مرد را به نمایش می‌کشد که دوران کودکی خودشان را با هم در دهکده‌ای دوری در آلپ می‌گذرانند و بعددر بزرگسالی بار دیگر به هم می‌پیوندند. این فیلم برای نخستین باردر جشنواره فیلم کن در ماه مه ۲۰۲۲ به نمایش درآمد.

## بازیگران
- لوکا مارینلی در نقش پیترو
- لوپو باربیرو در نقش پیترو جوان
- آندره آ پالما در نقش پیترو نوجوان
- الساندرو بورگی در نقش برونو
- کریستیانو ساسلا در نقش برونو جوان
- فرانچسکو پالومبلی در نقش برونو نوجوان
- فیلیپو تیمی در نقش جیووانی
- النا لیتی در نقش فرانچسکا
- الیزابت مازولو در نقش لارا

## تولید
این فیلم به اندازه ۷ماه در کوه‌های آلپ کشور ایتالیا، تورین و نپال فیلمبرداری شد که در تابستان ۲۰۲۱ شروع شد.

## نقد
در وب‌سایت جمع‌آوری نقد راتن تومیتوز، این فیلم بر طبق ۱۴ نقد، ۹۳٪ تأیید و حد نسب امتیاز ۸٫۳۰/۱۰ را دارا می‌باشد.